# Двора Нецер
Двора Нецер (івр. דבורה נצר; уроджена Діскіна; нар.. у 1897 році, Мена, Чернігівська губернія, Російська імперія — 4 січня 1989 року, Ізраїль) — ізраїльський політик, депутат кнесету (перші шість скликань) від «МАПАЙ» і «МААРАХ».

## Походженення та навчання
Двора Діскіна народилася у містечку Мена, Чернігівської губернії, Російської імперії (нині Чернігівська область). Її батьки — Шимон Лейба Діскін (любавицький хасид) і Песя Шульман.

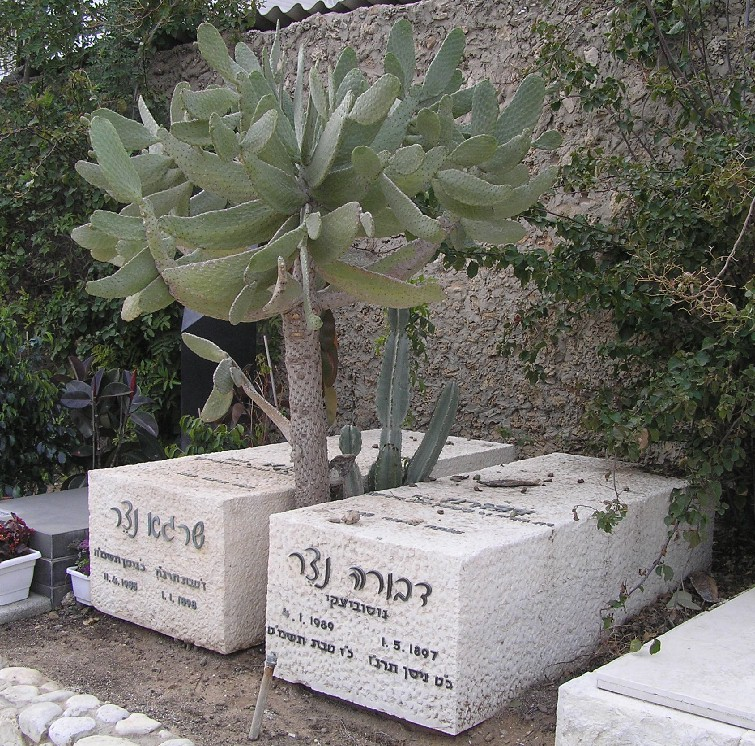
Могила Нецерів у Тель-Авіві

Двора закінчила гімназію, навчалася в університеті Катеринослава, закінчила Харківський університет, де вона вивчала біологію, в 1921 році. Займалася викладацькою діяльністю.
Живучи в Російській імперії, брала участь у рухах «га-Халуц» і «Цеїрей Ціон», за що пізніше арештовувалась радянськими властями. У 1920 році вона вийшла заміж за Шраґу Носовицького, який став пізніше відомим під ім'ям Шраґа Нецер, активного функціонера МАПАЙ.

## Еміграція
Родина іммігрувала в підмандатну Палестину в 1925 році. Двора стала працювати в школі робітничої молоді, пізніше вона була директором школи. У 1937 році стала делегатом 20-го сіоністського конгресу в Цюріху.

## Політична діяльність
У 1949 році була обрана до кнесету 1-го скликання від МАПАЙ, отримавши місце в комісіях з послуг населенню і по освіті та культурі. Посади в тих же комісіях зберегла в кнесеті 2-го скликання.
В 1955 році була переобрана в кнесет 3-го скликання, де працювала в комісії кнесету, по освіті і культурі, з послуг населенню. В кнесеті 4-го скликання до цих посад додалося членство в комісії із закордонних справ і оборони, а також у законодавчій комісії кнесету.
Отримала посаду голови комісії кнесету під час роботи 5-ї парламентської каденції. В кнесеті шостого скликання обіймала посаду заступника спікера. Працювала в кнесеті до 1969 року.

## Смерть
Померла 4 січня 1989 року, похована поряд із чоловіком Шраґой на кладовищі Трумпельдор в Тель-Авіві.

## Родина
У 1922 році Двора Нецер народила сина Моше, який став видатним діячем «Пальмах» і Армії оборони Ізраїлю. Син Моше Іцхак Нецер загинув у 1967 році.
Донька Рина народилася в 1932 році, вона отримала Премію Ізраїлю в галузі освіти (1996).